# 프랑스 대원수
왕립전군기지대원수(프랑스어: maréchal général des camps et armées du roi)는 프랑스 왕관중신 중 하나로서, 프랑스군 전체에 대해 권위를 가지고 있는 칭호였다. 당시 일반적으로 프랑스 원수는 1개 군(軍)정도를 통솔했다. 통상 프랑스 총사령관(Constable of France)이 존재하지 않는 상황이나 이 직책이 1602년 폐지된 이후에는 이 칭호는 프랑스 원수의 위에 놓이게 되었다.

## 재직자
프랑스 군사 역사상 단 6명만 존재했다.
혁명이전 절대왕정시대 5명
- 샤를 드 공토비롱(Charles de Gontaut, duc de Biron) 1562년~1602년
  - 프랑스 제독(Admiral of France) 1592년
  - 제독 및 원수(Admiral & Marshal) 1594년 1월 26일
  - 대원수로 임명된 날은 불명
  - 1602년 처형
- 레디기에레 공작 프랑수아 드 본느（François de Bonne, duc de Lesdiguières） 1543년~1626년)
  - 원수 1609년 9월 27일
  - 대원수 1621년 3월 30일
  - 프랑스 총사령관(Constable of France) 1622년 6월 6일
- 튀렌 자작 앙리 드 라 투르 도베르뉴(（Henri de la Tour d'Auvergne, Vicomte de Turenne）　1611년~1675년
  - 원수 1643년 11월 16일
  - 대원수 1660년 4월 4일
- 빌라르 공작 클로드 루이 엑토르(Claude-Louis-Hector de Villars） 1653년~1734년
  - 원수 1702년 10월 20일
  - 대원수 1733년 10월 18일
- 삭스 백작 모리스(Maurice, comte de Saxe）　1696년~1750년
  - 원수 1744년 3월 26일
  - 대원수 1747년 1월 12일

왕정복고시대 1명(루이 필리프왕 시대)
- 장드디외 술트(Jean-de-Dieu Soult) 1769년~1851년
  - 제국 원수 1804년 5월 19일
  - 대원수 1847년 9월 15일